# Jean Farran
Pour les articles homonymes, voir Farran.
Jean Farran est un journaliste français né le 9 septembre 1920 à Paris où il est mort le 20 décembre 1998.
Il a dirigé la station radio RTL de 1966 à 1978. Il a aussi été directeur des journaux Paris Match et Le Journal du dimanche.
En son hommage, la station RTL a baptisé en son nom, le studio utilisé pour ses émissions d'information (RTL Matin, RTL Midi, RTL Soir).